# Claude Faure
Claude Faure, né en juillet 1947, est un ancien membre des services français de renseignement extérieur (SDECE puis DGSE) devenu un historien du renseignement français.

## Biographie
Entre 1972 et 2002, Claude Faure est membre des services de renseignements extérieurs français, le Service de documentation extérieure et de contre-espionnage (SDECE) devenu ensuite la Direction générale de la Sécurité extérieure (DGSE), où il remplit des fonctions d'analyste, d'officier traitant, de chef de poste et de formateur. Il travaille en particulier sur l'Union soviétique et sur le monde arabe.
Depuis lors, il se consacre à l'étude historique du renseignement. 
En 2007, il participe au documentaire de Barbet Schroeder, intitulé L'Avocat de la terreur, puis, trois ans plus tard, au film de Jérôme Chauvelot, En bonne intelligence, espions & cinéma français. En mai 2011, il devient président de l'Association de Soutien à l'Histoire du Renseignement (ASHR), dont il est le fondateur.
Depuis 2002, Claude Faure est marié avec la journaliste Dominique Burg.

## Publications
- Aux services de la République : Du BCRA à la DGSE, Fayard, 2004
- Shalom, Salam : Dictionnaire pour une meilleure approche du conflit israélo-palestinien, Fayard, 2002
- Bref historique des services de renseignement et de sécurité français contemporains, Revue historique des armées, n°247, 2e trimestre 2007 [lire en ligne]
- Dictionary of the Israeli-Palestinian Conflict, Thomson Gale, Farmington Hills, États-Unis, 2005
- Elizabeth Thorpe, espionne au service des Alliés, www.toutpourlesfemmes.com
- « Pour l'instauration d'une "école" française d'études sur le renseignement », in Pour une école française du renseignement, sous la direction de Gérald Arboit, Ellipses, Paris, 2014.
- Du BCRA au SDECE: le renseignement au service de la République, in "Le Renseignement", Après-demain, n° 37 (NF), Paris, janvier 2016.
- « 1945-1955 : une recomposition difficile pour le renseignement français », in Le Renseignement au début de la guerre froide 1945-1955, Actes du colloque international organisé par l'Académie du renseignement le 6 juin 2016, Paris, La Documentation française, 2019.